# Slag om de Donbas (2022-heden)
De Slag om de Donbas is een militaire confrontatie van de Russische Federatie, en de twee zelfverklaarde volksrepublieken Donetsk en Loegansk tegen Oekraïne. De strijd begon op 18 april 2022, als onderdeel van de Russische invasie van Oekraïne die op 24 februari 2022 was begonnen. Eerder had het Russische leger zich geconcentreerd op andere delen van Oekraïne zoals de hoofdstad Kiev (zie ook de Slag om Kiev), maar daar trokken de Russen zich vanaf eind maart terug om zich vervolgens te hergroeperen voor een hernieuwd invasiefront in Zuidoost-Oekraïne.
Het doel van de strijd was om Oekraïense troepen in de Donbas te omsingelen en de gehele oblasten Donetsk en Loehansk te annexeren bij de door Rusland gesteunde separatistische volksrepublieken Donetsk en Loegansk. De initiële ontwikkeling en het strategische belang van de Slag om de Donbas werd vergeleken met de Slag om Koersk (1943).
Op 23 juni beweerden Russische functionarissen dat ze 55% van de oblast Donetsk onder controle hadden. Op 3 juli beweerde Rusland dat het de hele oblast Loehansk onder controle had.
Op 3 juli hadden de legers van Rusland en de volksrepublieken Donetsk en Loegansk een groot aantal Oekraïense steden ingenomen, waaronder Marioepol, Sjevjerodonetsk, Lysytsjansk en Roebizjne. Op 19 september herwon Oekraïne echter de controle over Bilohorivka, een dorp in de buurt van Lysytsjansk in de oblast Loehansk.

## De slag

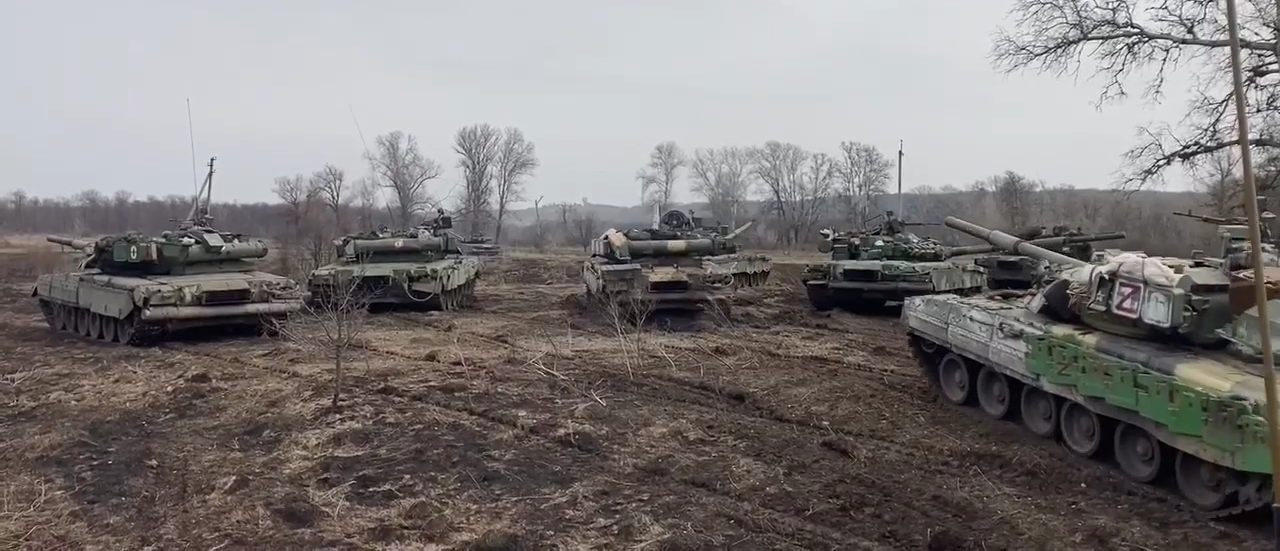
Russische tanks in Oost-Oekraïne na het oversteken van de Severski Donets met pontonbruggen, april 2022

Op 11 april 2022 kondigde de Oekraïense president Volodymyr Zelensky aan dat Oekraïne een groot nieuw Russisch offensief verwachtte in het oosten van het land. Militaire satellieten registreerden uitgebreide Russische konvooien van infanterie en gemechaniseerde eenheden terwijl deze van Charkov zuidwaarts naar Izjoem reden voor de geplande Russische herschikking van zijn noordoostelijke troepen naar het zuidoostelijke front van de invasie.

### Vroege operaties (18-30 april)
President Zelensky meldde op 18 april 2022 in een videoboodschap dat de Russische troepen aan het verwachte offensief in de Donbas waren begonnen. Zelensky's adviseur sprak over 'de tweede fase van de oorlog'.
In de omgevingen van Slobozansky en Donetsk voerden Russische troepen de aanvallen op. De Oekraïense secretaris van de Nationale Veiligheidsraad, Oleksiy Danilov, zei dat Russische troepen in de ochtend van 18 april door de Oekraïense verdedigingswerken probeerden te breken langs (bijna) de gehele frontlinie in de omgeving van de oblasten Donetsk, Charkov en Loehansk met als doel de oblasten Donetsk en Loehansk volledig te veroveren vóór Orthodox Pasen op 24 april.
In de ochtend van 18 april zei de gouverneur van Loehansk, Serhij Hajdaj, dat Russische troepen de stad Kreminna waren binnengevallen.
's Nachts voerden Russische troepen een raketaanval uit op Kramatorsk, oblast Donetsk, waarbij de infrastructuur werd vernietigd.
Op 19 april, in een exclusief interview met India Today erkende de Russische minister van Buitenlandse Zaken, Sergej Lavrov, het begin van een nieuw offensief in de Donbas en noemde het een 'zeer belangrijk moment in deze hele speciale operatie'.
Om de nieuwe fase van het Russische offensief in Oekraïne aan te pakken, hielden de Franse president Emmanuel Macron en de Amerikaanse president Joe Biden een ontmoeting met vertegenwoordigers uit Frankrijk, Duitsland, het Verenigd Koninkrijk, Canada, Italië, Polen en Roemenië. Ze werden ontvangen door NAVO-secretaris-generaal Jens Stoltenberg, voorzitter van de Europese Commissie, Ursula von der Leyen en voorzitter van de Europese Raad, Charles Michel.
Op videobeelden was te zien dat ten minste één burger werd gedood en drie anderen gewond raakten tijdens de Russische beschieting van Kramatorsk.
Gouverneur Hajdaj riep de inwoners van de regio op om onmiddellijk te evacueren, zodat ze niet gevangengenomen of gedood zouden worden door Russische militairen.
Op 20 april rukten Russische troepen en Russischgezinde separatisten uit Loegansk op in Roebizjne, oblast Loehansk, en veroverden het centrale deel van de stad. Russische troepen bezetten ook woonwijken in de stad Popasna in de oblast Loehansk. Volgens een Oekraïense bron geciteerd door de Amerikaanse denktank Institute for the Study of War (ISW), kwamen Libische en Syrische huursoldaten die waarschijnlijk banden hadden met de Wagnergroep, in botsing met Oekraïense troepen in de stad, waarbij de Oekraïense politicus Oleksij Danilov beweerde dat er 20 tot 25 huurlingen waren gedood en daarbij foto's toonde van de vermeende lichamen. Het ISW heeft geen enkele inzet van Syrische of Libische eenheden als onderdeel van de Russische troepen waargenomen en schrijft de aanwezigheid van de genoemde vreemdelingen individueel toe.
Ten zuiden en zuidwesten van Izjoem, oblast Charkov, hadden de Russische troepen enig succes door middel van een plaatselijke opmars.
Volgens Oekraïense bronnen zette het Russische leger op 21 april de aanval op Popasna voort en probeerde het voet aan de grond te krijgen in de westelijke en noordwestelijke delen van Roebizjne, maar de Oekraïense strijdkrachten sloegen de aanval af.
Volgens het ochtendrapport van de Generale staf van de strijdkrachten van Oekraïne op 22 april bestormde Rusland de dorpen Zaritsjne en Marjinka. Bij Novotosjkivsky vonden ook zware gevechten plaats. De stad Slovjansk werd 's nachts beschoten met (vermoedelijk) clustermunitie; in de middag was er een poging om de stad te bestormen. De stad Lyman werd beschoten, waarbij een plaatselijk ziekenhuis in brand vloog. De beschietingen op de nederzettingen in de frontlinie gingen door: om 15.00 uur werden in de regio Donetsk 20 nederzettingen gebombardeerd en raakten 34 gebouwen beschadigd. In Popasna, Avdijivka en Koerakhove vonden mislukte aanvalspogingen door Russische troepen plaats. Tegelijkertijd wisten Russische troepen Lozove en Stepne onder controle te krijgen. Gedurende de dag werden in de gevechten ongeveer 130 militairen gedood en 3 tanks, 7 infanteriegevechtsvoertuigen, 1 gepantserd gevechtsvoertuig, 13 artillerietrekkers en 2 UAV's vernietigd.
De Centrale Inlichtingendienst van het Ministerie van Defensie van Oekraïne meldde op 23 april dat Rusland de hergroepering van de troepen had voltooid en binnenkort een nog groter offensief zou lanceren in de Donbas. Rond 15.00 uur vonden artilleriebeschietingen plaats op de stad Zolote, waarbij twee mensen omkwamen en twee anderen gewond raakten. Bovendien werden dorpen in de omgeving Sjevjerodonetsk beschoten, waarbij vier inwoners omkwamen. In een avondtoespraak meldde de Generale Staf van de Strijdkrachten van Oekraïne dat Rusland er niet in was geslaagd om op te rukken naar Marjinka, Rubezhnoye en Popasna en dat Rusland voorbereidingen trof om Sjevjerodonetsk aan te vallen. Overdag werden 12 aanvallen afgeslagen. Ongeveer 150 Russische militairen, 4 tanks, 5 artilleriesystemen, 15 eenheden gepantserde voertuigen, 4 auto's en 1 gepantserd gevechtsvoertuig werden vernietigd; Soe-25 vliegtuigen, 1 kruisraket en 3 UAV's werden neergeschoten.

### Intensievere gevechten (1-19 mei)
Op 7 mei 's middags werd een school in Bilohorivka, oblast Loehansk, waar zo'n 90 mensen een schuilplaats hadden gezocht, doelwit van een Russisch bombardement. Er vielen zeker twee doden, maar gevreesd werd voor veel meer slachtoffers omdat 60 mensen nog niet waren teruggevonden.
Op 13 mei veroverde het Russische leger bij Roebizjne langzaam gebied in westwaartse richting. Hierbij werden steden en dorpen zwaar gebombardeerd door artillerie totdat er niets meer van over was en de Oekraïense troepen zich terugtrokken. Deze tactiek vergde enorm veel munitie. Zoals een Oekraïense functionaris het uitdrukte: 'De Russen veranderen niet van tactiek: ze vernietigen steden en vallen daarna pas de verschroeide aarde binnen.' Tegelijkertijd voerde het Russische leger aanvallen uit vanuit Izjoem in zuidelijke richting, met als doel het Oekraïense leger te omsingelen. Dit offensief had minder succes, daar de Russen er niet in slaagden om met noemenswaardige aantallen de Severski Donets over te steken, ondanks meerdere pogingen met pontons.

### Russische doorbraak (20 mei-3 juli)
Na de inname van de Azovstalfabriek door de Russen, en de val van Marioepol aan het zuidelijk front, nam het offensief in de Donbas in omvang toe. Op 21 mei meldde gouverneur Hajdaj, via Telegram, dat de Russen Sjevjerodonetsk dag en nacht bombardeerden en een poging deden om de stad te omsingelen. Oekraïense troepen zouden elf aanvallen hebben afgeslagen en daarbij acht tanks hebben vernietigd. Naast Sjevjerodonetsk was ook Lysytsjansk een doelwit. De steden liggen aan weerszijden van de Severski Donets, in het deel van oblast Loehansk dat voor de oorlog nog niet onder controle stond van pro-Russische separatisten. Volgens Zelensky werd ook in Slovjansk hevig gevochten en hield het Oekraïense leger stand.
Op 28 mei verklaarde het Russische ministerie van Defensie dat Lyman nu volledig in Russische handen was. De vorige dag hadden pro-Russische separatisten de verovering van de stad ook al geclaimd. Gouverneur Hajdaj zei dat er in het gebied nu zo'n 10.000 Russische manschappen waren gestationeerd.
Op 29 mei werd er nog steeds hevig gevochten in en rondom Sjevjerodonetsk, inmiddels de enige grote stad in de Donbas die nog in Oekraïense handen was. Gouverneur Hajdaj zei dat het geweld in de stad het onmogelijk maakte om de doden en gewonden op te halen. President Zelensky zei in een toespraak dat de infrastructuur van de stad nu geheel was vernietigd.
Volgens analisten van denktank ISW boekten de Russen langzaamaan meer terreinwinst in de Donbas, ondanks zware verliezen.
Gouverneur Serhij Hajdaj, het hoofd van het Oekraïense militaire bestuur in Loehansk, berichtte op 1 juni dat ca. 80% van Sjevjerodonetsk nu in Russische handen was. In de stad waren nog steeds hevige gevechten gaande. Twee dagen later zei Hajdaj dat het Oekraïense leger 20% van de stad had terugveroverd.
Vadym Skibitsky, het plaatsvervangend hoofd van de Oekraïense militaire inlichtingendienst meldde op 10 juni dat het Oekraïense leger bijna door de munitie heen was en ze het gevecht met de Russen – die 10 tot 15 keer zoveel artillerie hadden als Oekraïne – dreigden te verliezen. Volgens Skibitsky hing alles af van de (hoeveelheid en het type) wapens die het Westen hen zou leveren.
Volgens president Zelensky stierven er dagelijks 60 tot 100 Oekraïense soldaten en vielen er zo'n 500 gewonden aan Oekraïense zijde. De precieze aantallen hiervan worden geheimgehouden.

#### 25-26 juni: de val van Sjevjerodonetsk
De burgemeester van Sjevjerodonetsk, Oleksandr Stryuk, liet op 25 juni weten dat het Oekraïense leger de stad bijna had verlaten. Volgens het hoofd van de militaire inlichtingendienst had het Oekraïense leger zich teruggetrokken naar Lysytsjansk, aan de overzijde van de Severski Donets. Men sprak van de grootste nederlaag voor Oekraïne sinds de val van Marioepol in mei.
In de stad bleven de gevechten tussen enerzijds het Russische leger en de separatisten en anderzijds het Oekraïense leger nog doorgaan. De volgende dag werd de evacuatie van burgers uit de chemische fabriek waar zij zich schuilhielden gestaakt. Het Russische persbureau TASS beweerde dat dit het gevolg was van artilleriebeschietingen door het Oekraïense leger.

#### 2-3 juli: de val van Lysytsjansk
Op 2 juli omsingelden pro-Russische troepen de stad Lysytsjansk en drongen het centrum van de stad binnen. Op 3 juli werd bekend dat het Oekraïense leger Lysytsjansk verlaten had en dat het Russische leger de stad had ingenomen. Oekraïne verloor de controle over de laatste grote stad in de oblast Loehansk, waardoor de oblast volledig in handen kwam van de pro-Russische, separatistische volksrepubliek Loegansk.

### Russische operationele pauze (4–16 juli)

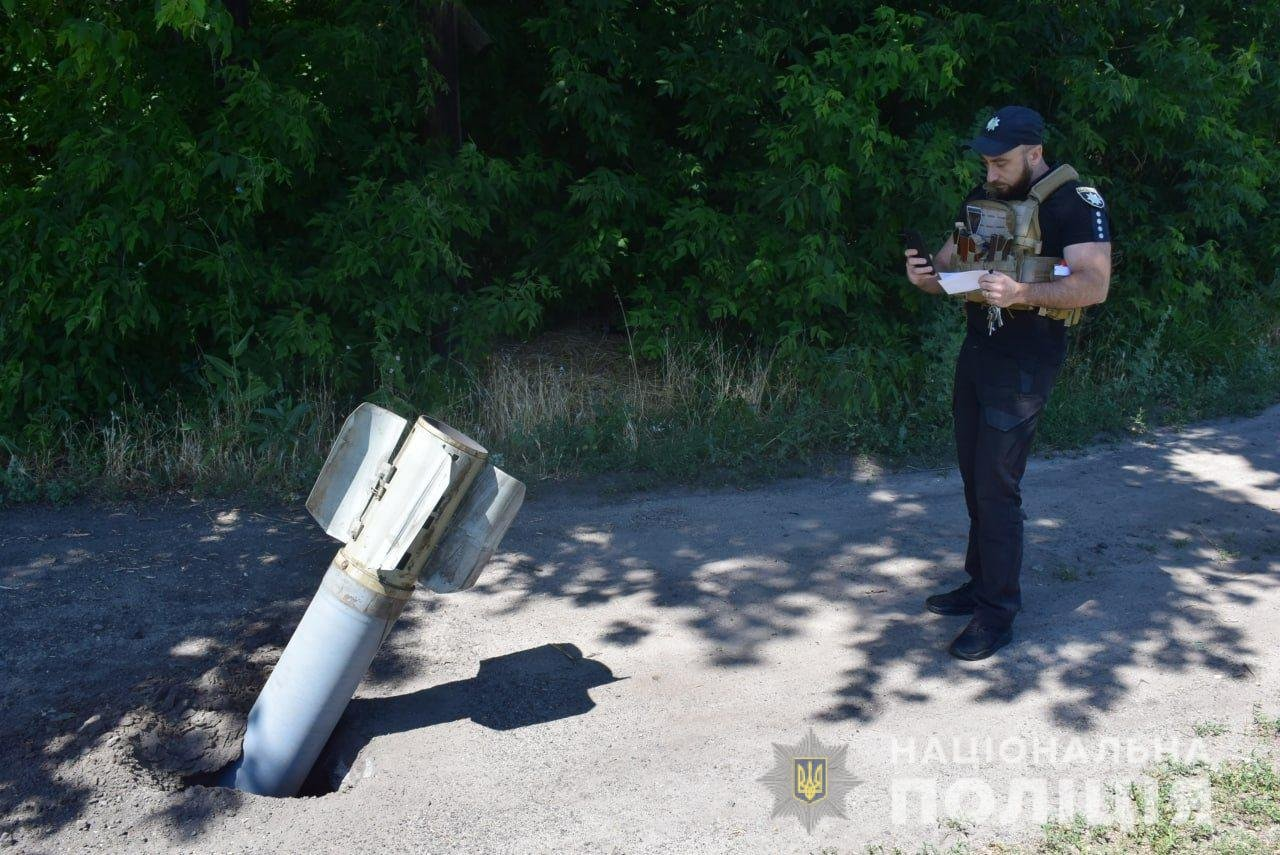
Niet-ontplofte Russische raket in Oleksandrivka op 6 juli

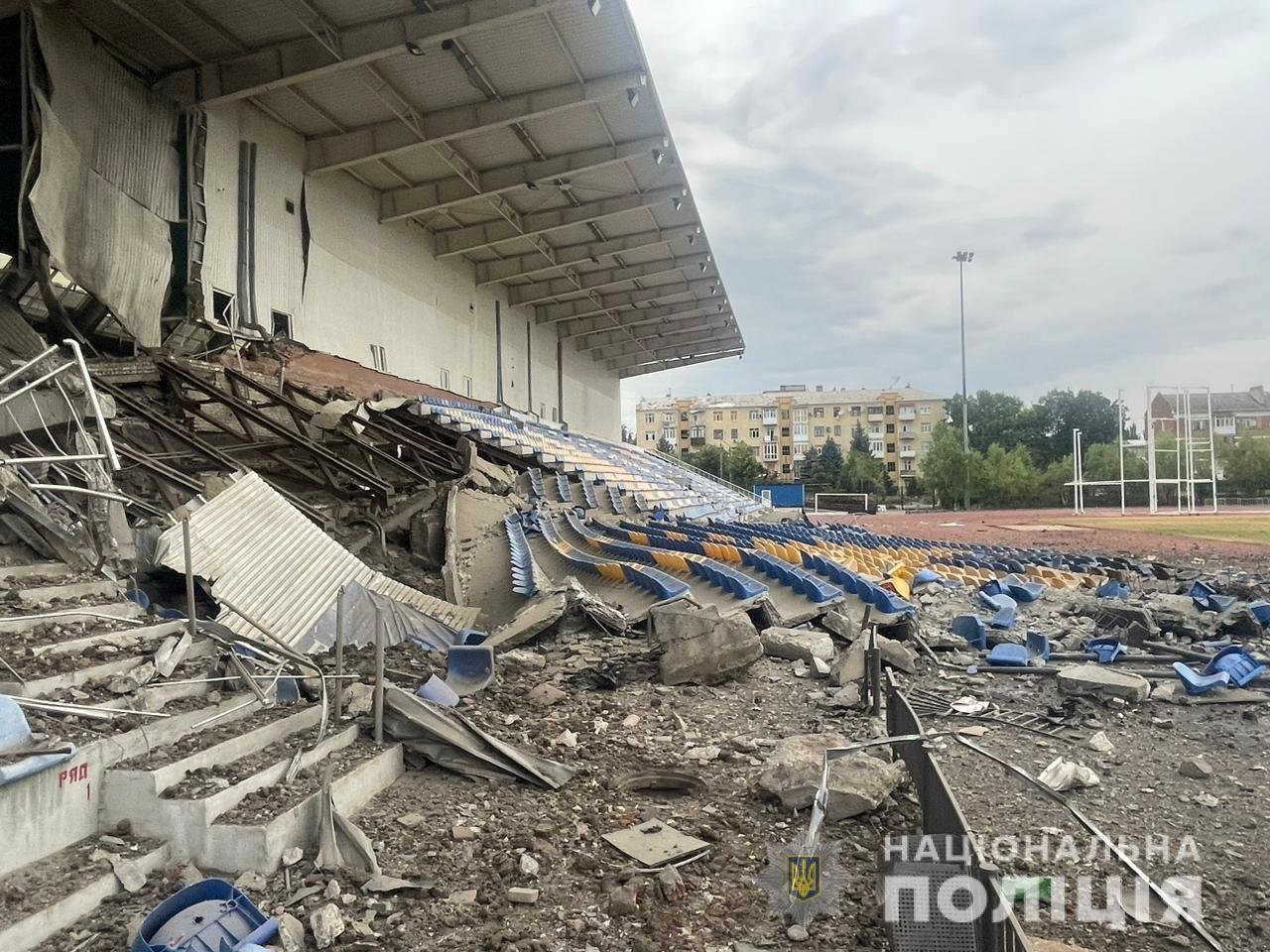
Nasleep van Russische beschietingen op Metaloerh-stadion in Bachmoet op 11 juli

Na het volledig veroveren en bezetten van de oblast Loehansk, beval president Poetin de Russische minister van Defensie Sergej Sjojgoe om het offensief in de Donbas voort te zetten zoals gepland, eraan toevoegend dat eenheden die aan het front van Loehansk hadden gevochten "zeker moesten rusten en hun gevechtscapaciteiten moesten vergroten." Volgens het Institute for the Study of War (ISW) hadden Russische troepen "voor het eerst in 133 dagen van oorlog" geen terreinwinst geclaimd of beoordeeld en suggereerde tevens dat Rusland waarschijnlijk een "operationele pauze" zou nemen om te rusten en zijn troepen te hergroeperen vóór een geplande hernieuwde aanval. Het Britse ministerie van Defensie verwachtte dat de stad Siversk het onmiddellijke tactische doel zou zijn van hun hernieuwde aanval.
Een inlichtingenbriefing door het Britse ministerie van Defensie op 4 juli zei dat Russische troepen "vrijwel zeker" zouden overgaan tot het veroveren van de rest van de oblast Donetsk, ongeveer 55 procent daarvan was al in handen van Russische en separatistische troepen van de volksrepubliek Donetsk (DPR). Het ministerie voorspelde dat de gevechten in Donetsk uitputtend zouden blijven, gekenmerkt door massale artilleriebeschietingen die dorpen en steden met de grond gelijk zouden maken, te midden van een langzame grondopmars. De Oekraïense gouverneur van de oblast Loehansk, Serhij Hajdaj zei dat hij verwachtte dat de Donetsk-steden zoals Slovjansk en Bachmoet binnenkort zwaar onder Russische aanvallen zouden komen te staan, en zei dat beide steden steeds vaker werden beschoten. Net als bij Britse inlichtingenrapporten, verwachtten de Oekraïners dat de Russen naar het westen zouden trekken langs de snelweg Bachmoet-Lysytsjansk. Op 5 juli drong de burgemeester van Slovjansk, Vadym Liakh, er bij de bewoners op aan de stad te evacueren. "De dichtstbijzijnde Russische posities zijn 7-10 km van de stad," zei Liakh. De gouverneur van de oblast Donetsk, Pavlo Kyrylenko, drong er bij de 350.000 overgebleven inwoners op aan de provincie te evacueren.
Gouverneur Serhij Hajdaj beweerde dat een poging van Russische reguliere en reservetroepen om een bruggenhoofd op de Severski Donets uit te breiden, was gestuit door een Oekraïense artillerie-aanval. Pro-Russische bronnen beweerden dat het dorp Spirne was ingenomen en dat er vorderingen waren gemaakt tijdens hernieuwde grondaanvallen op het noordelijke Donetsk, het dorp Verkjnokamyansk; de claims werden destijds niet onafhankelijk bevestigd. Naar verluidt hadden zowel Russische als Oekraïense bronnen bevestigd dat Oekraïense troepen het dorp Solodke hadden heroverd in een beperkte tegenaanval.
Op 11 juli verwierp president Zelensky het idee dat er een voortdurende "operationele pauze" was door de Russen, daarbij verwijzend naar aanhoudende dodelijke beschietingen, luchtaanvallen, en aanhoudende berichten over Oekraïense troepen die verschillende Russische aanvallen "afstoten". Zelensky hield vol dat 34 Russische luchtaanvallen in de afgelopen 24 uur geen indicatie waren van een "operationele pauze".
Op 16 juli maakte het Russische Ministerie van Defensie bekend dat de operationele pauze was afgelopen.

### Aanval op de oblast Donetsk (17 juli-heden)
Op 17 juli hadden Russische troepen de controle over 55% van de oblast Donetsk. De vice-minister van Informatie Daniil Bezsonov van volksrepubliek Donetsk verklaarde op 25 juli dat de DPR verwachtte eind augustus de gehele oblast Donetsk in te nemen. Verschillende Russische en westerse bronnen hadden eerder bericht dat Rusland van plan was om in de eerste helft van september referenda te houden in de bezette gebieden, waarschijnlijk ergens rond 11 september, de dag van de verenigde stemdag in de Russische Federatie.
Tussen 17 en 20 juli voerden Russische troepen herhaaldelijk grondaanvallen uit ten oosten van Siversk en ten zuiden van Bachmoet, maar er werden geen grote vorderingen gemeld langs de frontlinie, waarbij de Oekraïners beweerden veel lokale aanvallen te hebben afgeslagen. Op 21 juli waarschuwde het Britse ministerie van Defensie dat de Russen Voehlehirska TES, de op één na grootste energiecentrale in Oekraïne, naderden en probeerden daar een doorbraak te maken.
Op 25 juli kregen Russische troepen de controle over Berestove. Een vertegenwoordiger van volksrepubliek Loegansk plaatste videobeelden van huursoldaten van de Wagnergroep voor het toegangsbord naar Novoloehanske online, ongeveer 25 km ten zuidoosten van de buitenwijken van Bachmoet. Verschillende Russische bronnen beweerden ook dat Russische troepen de Voehlehirska-energiecentrale, gelegen aan de noordelijke rand van Novoloehanske, hadden veroverd en actief bezig waren met het opruimen ervan. Ondertussen meldde de Oekraïense Generale Staf dat de Russen op dat front slechts "gedeeltelijk succes" hadden. Pro-Russische bronnen zeiden dat Wagner-huursoldaten deelnamen aan de bestorming van de krachtcentrale en dat de gevechten enkele dagen duurden voordat de fabriek op 26 juli volledig onder controle was. Het ISW suggereerde dat Oekraïense troepen waarschijnlijk een "gecontroleerde terugtrekking" hadden uitgevoerd, uit het Voehlehirska-reservoir, in noordwestelijke richting, richting Semyhirya. Een Oekraïense functionaris bevestigde de herovering van de energiecentrale op 27 juli.
Op 26 juli verklaarde de Oekraïense generale staf dat de Russische strijdkrachten vochten in het dorp Semyhirya, ten westen van de Voehlehirska-centrale. Op 27 juli toonden online geplaatste videobeelden dat Wagner-huursoldaten Klynove hadden bereikt, terwijl het pro-Russische Telegram-kanaal Readovka beweerde dat Russische troepen de controle hadden over Pokrovsk. Op 28 juli zei de Oekraïense generale staf dat de Russen kleine winsten boekten in de buurt van Soledar en Versjyna en de aanvallen op Avdiivka en Pisky hervatten. De Oekraïners beschuldigden Russische troepen van het dragen van Oekraïense uniformen tijdens hun grondaanvallen. Het Oekraïense leger beweerde op 28 juli 270 Russische en pro-Russische troepen te hebben geneutraliseerd en zeven tanks te hebben vernietigd, en dat ze met met met succes alle aanvallen op de Soledar-Versjnya en de Avdiivka-Pisky-fronten hadden afgeslagen. De separatisten beweerden echter dat Russische en DPR-troepen in het Avdiivka-gebied aanzienlijke vooruitgang hadden geboekt ten noorden en ten oosten van de stad.

#### Donetsk en Bachmoet Front
Op 29 juli doodde en verwondde een explosie tientallen Oekraïense krijgsgevangenen in het door Rusland bezette Olenivka. Op 30 juli was nog niet duidelijk wie de dader was. Op 30 juli beval president Zelensky alle overgebleven burgers in de regio Donetsk om te evacueren. Volgens Oekraïense schattingen leefde er nog tussen de 200.000 en 220.000 burgers in het onbezette gebied van de oblast Donetsk.
Op 1 augustus zei het Britse ministerie van Defensie dat Rusland tijdens de dagelijkse aanvallen in de afgelopen vier dagen langzame vooruitgang had geboekt op de Bachmoet-as. De gouverneur van Loehansk, Serhij Hajdaj, beweerde dat Russische troepen inwoners probeerden te rekruteren en te mobiliseren in door de LPR gecontroleerde steden zoals Altsjevsk. Op 2 augustus verklaarde de Russische minister van Defensie Sergej Sjojgoe dat Russische troepen de afgelopen dagen zes nederzettingen bij de frontlinie hadden ingenomen: Berestove, Pokrovsk, Novoloehanske, Semyhiria, Hryhorivka en Stryapivka. Op dezelfde dag veroverden Russische troepen Oekraïense posities rond de Boetivka-kolenmijn, ten zuidwesten van Avdiivka, waardoor Oekraïense posities die daar sinds 2015 waren ingenomen, werden veroverd. De Oekraïense generale staf verklaarde ook dat Russische troepen "gedeeltelijk succes" hadden langs de Vidrozjennya-Kodema-lijn, ongeveer 20 km ten zuidoosten van Bachmoet.
Op 5 augustus beweerden Russische bronnen dat Russische troepen actief aan het vechten waren in de gipsfabriek Knauf Gips Donbas aan de zuidoostelijke rand van Soledar. Ondertussen beweerden de separatistische autoriteiten dat afzonderlijke DPR-brigades en strijdkrachten van de Wagnergroep de helft van Marjinka hadden overgenomen, maar de Oekraïners meldden dat de aanvallen op Marjinka niet succesvol waren. Geografische locatiebeelden geplaatst door DPR-troepen suggereerden ook dat Travneve waarschijnlijk tegen deze dag was vastgelegd. Op 6 augustus bevestigden gevechtsbeelden dat Russische troepen de oostelijke buitenwijken van Marjinka binnentrokken. Op 7 augustus drongen Russische troepen door de verdediging van Pisky en bereikten het centrum van het dorp. Russische bronnen beweerden dat de dorpen Volodymyrivka en Stryapivka, gelegen ten zuidoosten van Soledar, op 9 augustus waren ingenomen. Op 10 augustus beweerde de DPR Hladosove ten westen van Travneve te hebben ingenomen. Op 11 augustus beweerden Russische en DPR-bronnen dat ongeveer 90 procent van Pisky was ingenomen, en op gevechtsbeelden was te zien dat de Russen het dorp bombardeerden met TOS-1A thermobare artillerie. Het Russische ministerie van Defensie beweerde op 14 augustus Pisky volledig te hebben ingenomen, maar het Oekraïense leger ontkende dit. Het ISW oordeelde dat Pisky op 24 augustus was ingenomen.
Op 29 augustus beweerden Russische en DPR-troepen Kodema, ten westen van Semyhiria en 13 km ten zuidwesten van Bachmoet, te hebben ingenomen, maar de Oekraïense generale staf meldde de opmars te hebben afgeweerd. Russische en separatistische troepen, waaronder Wagner-huursoldaten, zouden naar verluidt op 31 augustus nog vechten om de controle over Kodema. Russische bronnen beweerden dat strijders van de Wagnergroep tegen het einde van 6 september de volledige controle over Kodema hadden verworven. ISW oordeelde dat deze bewering waarschijnlijk waar is. Een Russische militaire correspondent plaatste beelden van soldaten die zich vrij door de straten van Kodema bewogen. De 3e Brigade van Volksrepubliek Donetsk beweerde ook op te rukken vanuit de buitenwijken van Horlivka (20 km ten zuiden van Bachmoet). Russische bronnen beweerden dat het 11e DNR-regiment de controle over een brug overnam op de weg die loopt tussen Pisky en Pervomaiske (beide aan de noordwestelijke rand van de stad Donetsk) en oprukken naar Pervomaiske in het westen.

### Tegenoffensief in het noordoosten van Oekraïne
Het Oekraïense leger voerde begin september een verrassingsaanval uit ten zuidoosten van Charkov in het noordoosten van Oekraïne, waar de Russische troepen in de weken daarvoor in het kader van een hergroepering uitgedund waren. Op 8 september verklaarde president Zelensky in een videoboodschap dat er vanaf 1 september 1.000 km² land en twintig dorpen waren bevrijd. President Poetin bleef volhouden dat alles volgens Russisch plan verliep en dat Rusland "niets had verloren en ook niets zou verliezen".
Oekraïense tanks rukten in hoog tempo op in het noordoosten. Russische eenheden vluchtten en de noordelijk gelegen steden Izjoem en Koepjansk, in de oblast Charkov, werden heroverd. Het Russische leger trok zich grotendeels terug tot de oostkant van de Oskol-rivier. Moerassen en een lang stuwmeer vormden een natuurlijke barrière. Lawrence Freedman, een Britse oorlogsexpert, noemde het Oekraïense succes een ontwikkeling van 'historisch belang'. Volgens hem werd de Oekraïense verrassingsaanval in het noorden pas ingezet toen de Oekraïense legertop zag dat Rusland zijn troepen verplaatste naar het zuiden, waar het Oekraïense tegenoffensief in Zuid-Oekraïne in de oblast Cherson plaatsvond.
Op 10 september heroverde het Oekraïense leger Bilohorivka, gelegen in de oblast Loehansk. Hiermee stond deze oblast niet meer onder volledige Russische controle.
Op 11 september hadden de Oekraïners een bres van 70 km in oostelijke richting geslagen en in vijf dagen tijd 3.000 km² land teruggewonnen. Dit was meer dan de Russische troepen van april tot september 2022 van de Oekraïners veroverd hadden. Rond de stad Charkov trokken de Russen zich terug tot de internationale grens. Ze waren alleen nog aanwezig ten oosten van de Oskol, waar gepoogd werd een nieuwe verdedigingslijn op te bouwen. Maar ook verder oostwaarts in Svatove, in de oblast Loehansk, vluchtte het Russische leger en liet de lokale militie alleen achter. Bij de chaotische terugtrekking verloren de Russen veel militair materieel en munitie. Een groot deel ervan kon hergebruikt worden door het Oekraïense leger.
Eind september waren de Oekraïners ter hoogte van Izjoem verder oostwaarts, voorbij de Oskol, tot Nove en Katerynivka, oblast Loehansk, opgetrokken. Tevens werd gebied veroverd ten noordwesten van de stad Lyman in oblast Donetsk. De inname van deze stad was voorlopig het lokale hoofddoel voor het Oekraïense leger. Ook op andere plekken zoals bij Koepjansk is front oostwaarts opgeschoven, voorbij de Oskol, tot Petropavlivka, oblast Loehansk.
Op 21 september werd door Poetin een gedeeltelijke mobilisatie aangekondigd van 300.000 Russische reservisten. Westerse militaire experts twijfelden aan de effectiviteit van deze gedeeltelijke mobilisatie. Het zou maanden duren om de ongemotiveerde rekruten effectief te integreren in de bestaande legereenheden. Er was tevens een gebrek aan uitrusting en militair materiaal (tanks, artillerie etc.).

### Referenda voor Russische annexatie in bezette gebieden van Oekraïne
Op 23 september begonnen de referenda voor de Russische annexatie van de bezette Oekraïense oblasten Donetsk, Loehansk, Cherson en Zaporizja. Tijdens deze vijfdaagse volksraadpleging werd de bevolking 'aangespoord' om een niet-anonieme stem vóór de Russische annexatie uit te brengen.
De stembusgang werd buiten Rusland als een juridische dekmantel beschouwd om de bezette gebieden tot Russisch grondgebied te verklaren en gezien als onwettig, oneerlijk en onvrij. Rusland kon volgens de Russische wet alle militaire middelen inzetten om dit zelfverklaarde Russische grondgebied te 'verdedigen'.